# Hallim-myeon
Hallim-myeon (koreanska: 한림면) är en socken i stadskommunen Gimhae i provinsen Södra Gyeongsang i den sydöstra delen av Sydkorea, 300 km sydost om huvudstaden Seoul.